# Briony Cole
Briony Christine Cole, nota anche come Bree Cole (Melbourne, 28 febbraio 1983), è una tuffatrice australiana.

## Biografia
Ha rappresentato l'Australia ai Giochi olimpici estivi di Pechino 2008 vincendo, in coppia con Melissa Wu la medaglia di bronzo nel concorso dei tuffi dalla piattaforma 10 metri sincro. Nella gara del trampolino 3 metri sincro femminile, disputata al fianco di Sharleen Stratton, ha chiuso quinta.

## Palamarès
- Giochi olimpici

Pechino 2008: argento nella piattaforma 10 m sincro
- Mondiali

Melbourne 2007: argento nella piattaforma 10 m sincro; bronzo nel trampolino 3 m sincro;
- Giochi del Commonwealth

Melbourne 2006: oro trampolino 3 m sincro;
Delhi 2010: bronzo piattaforma 10 m sincro;